# Charaxes pythodoris
Charaxes pythodoris is een vlinder uit de familie van de Nymphalidae. De wetenschappelijke naam van de soort is voor het eerst geldig gepubliceerd in 1873 door William Chapman Hewitson.